# Peltogyne subsessilis
Peltogyne subsessilis är en ärtväxtart som beskrevs av William Antônio Rodrigues. Peltogyne subsessilis ingår i släktet Peltogyne och familjen ärtväxter. Inga underarter finns listade i Catalogue of Life.